# Edward Schreyer
Pour les articles homonymes, voir Schreyer.
Edward Richard Schreyer, né le 21 décembre 1935 à Beauséjour (Manitoba), est un homme politique canadien.

## Biographie
Il a été député à la législature du Manitoba et député du Nouveau Parti démocratique à la Chambre des communes du Canada de 1965 à 1969. Il fut le premier ministre du Manitoba de 1969 à 1977 et le vingt-deuxième gouverneur général du Canada de 1979 à 1984.
Le 15 décembre 2005, Schreyer a été acclamé comme candidat du Nouveau Parti démocratique à l’élection fédérale canadienne de 2006. C’est la première fois qu’un ancien gouverneur général du Canada revenait en politique active après son mandat. Il n'est toutefois pas parvenu à se faire élire.